# Stanhopea panamensis
Stanhopea panamensis är en orkidéart som beskrevs av Norris Hagan Williams och W.M.Whitten. Stanhopea panamensis ingår i släktet Stanhopea och familjen orkidéer. Inga underarter finns listade i Catalogue of Life.

## Bildgalleri

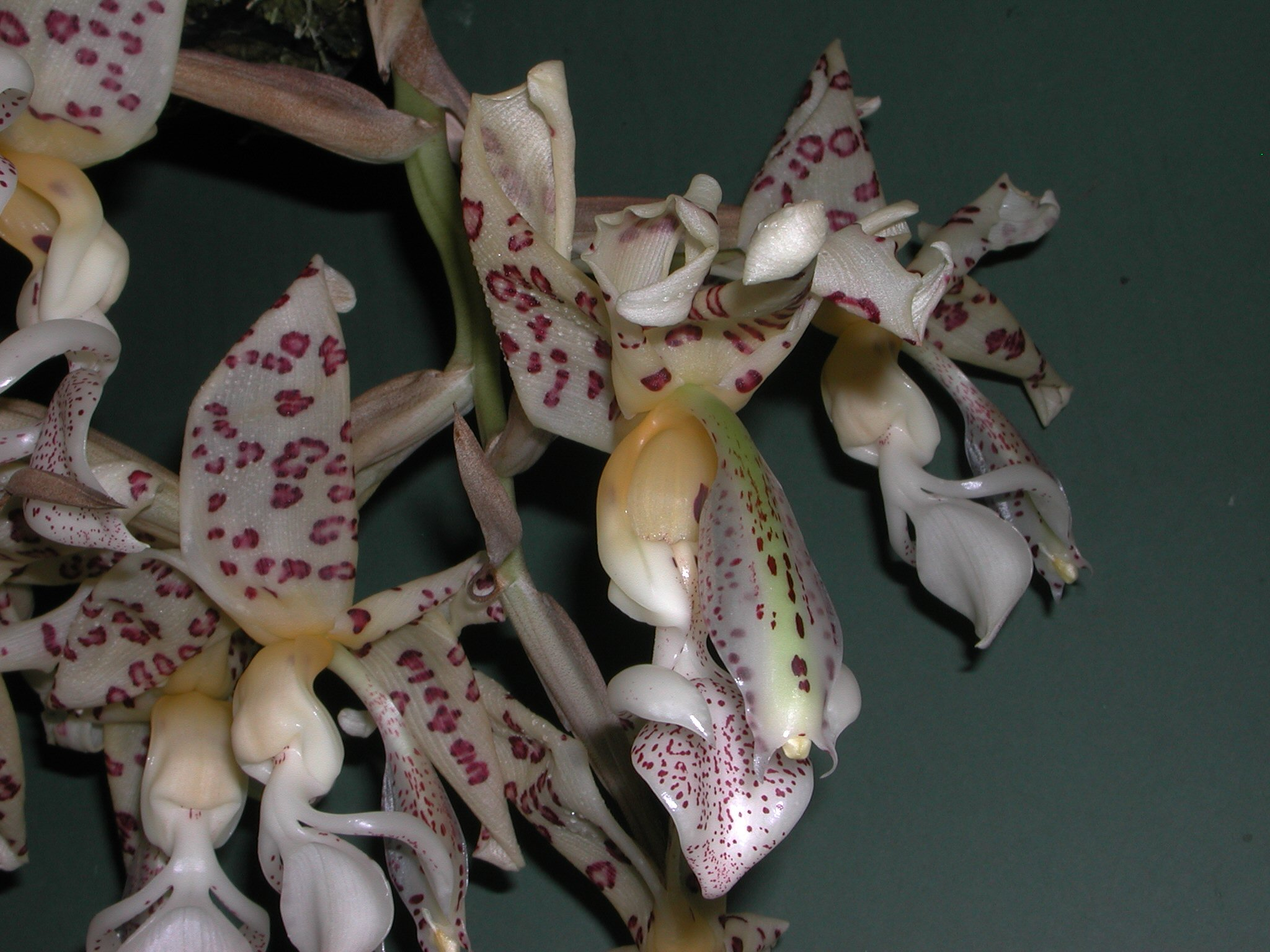
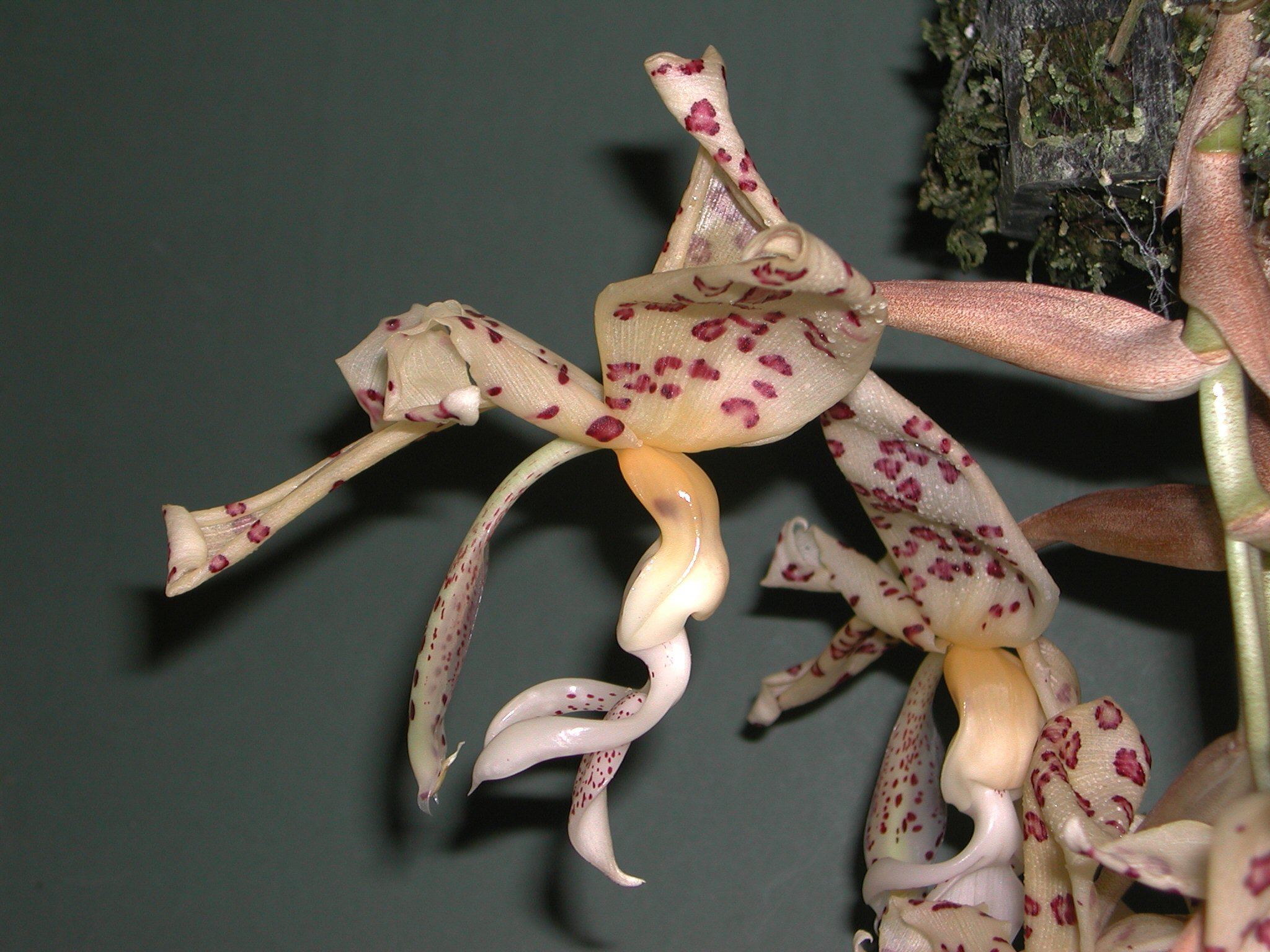